# 후포고등학교
후포고등학교(厚浦高等學校)는 대한민국 경상북도 울진군 후포면 후포리에 있는 공립 고등학교이다.

## 학교 연혁
- 1951년 8월 31일 : 후포고등학교 설립 인가 (6학급)
- 1951년 8월 31일 : 초대 황택린 교장 부임
- 1951년 10월 23일 : 개교식 거행
- 1953년 3월 20일 : 제1회 졸업식 거행
- 1955년 3월 31일 : 후포중학교 설립 인가 (6학급)
- 1963년 1월 1일 : 행정구역 변경으로 경상북도에 편입
- 1980년 3월 1일 : 도 지정 연구학교 (80/03/01 ~ 82/02/28)
- 1981년 10월 21일 : 국어과 도지정 연구학교 공개(고등학교)
- 1997년 11월 1일 : 기숙사 준공
- 1999년 12월 13일 : 후포중고 급식소 완공으로 급식 실시
- 2001년 12월 1일 : 체육관 준공
- 2002년 12월 1일 : 본관 3층 8.5실 증축
- 2009년 10월 16일 : 증축 기숙사 준공
- 2017년 3월 2일 : 선진형 교과 교실제 운영
- 2023년 2월 3일 : 제71회 졸업식(66명, 계 9,266명)
- 2023년 3월 2일 : 신입생 입학(중학교 50명)
- 2023년 3월 2일 : 신입생 입학(고등학교 65명)
- 2023년 9월 1일 : 고등학교 제30대 손승철 교장 취임

## 참고 자료
- 후포고등학교 - 한국교육학술정보원 학교알리미